# Петршичек, Томаш
Томаш Петршичек (чеш. Tomáš Petříček; род. 27 сентября 1981, Рокицани, Чехия) — чешский политик и политолог, активист Чешской социал-демократической партии (до 2024), Министр иностранных дел Чехии (2018—2021).

## Биография
В 2004 году окончил факультет международных отношений в Карловом университете в Праге, в 2006 году получил там степень магистра, а в 2014 году получил докторскую степень. Он также получил образование в Уорикском университете.
Активист Чешской социал-демократической партии, в 2002—2004 годах возглавлял секретариат молодежной организации. Затем работал в партийной организации, как помощник и советник депутата Европарламента, а также городским чиновником в Праге. Он занимался частной консалтинговой деятельностью.
С мая до декабря 2017 года он занимал должность заместителя министра труда и социальных дел.
В августе 2018 года он стал заместителем министра иностранных дел.
16 октября 2018 года он стал Министром иностранных дел Чехии во втором правительстве Андрея Бабиша. Занимал пост до 12 апреля 2021 года.
6 мая 2020 года Томаш Петршичек попал в ДТП в Праге. Когда он возвращался на такси домой, водителю стало плохо, и он врезался в припаркованный автомобиль. Водитель такси скончался в больнице, сам министр не пострадал.
С 2022 года вошел в совет Фонда Бориса Немцова.